# Tossa Grossa de Montferri
La Tossa Grossa de Montferri és una muntanya de 387 metres que es troba al municipi de Montferri, a la comarca catalana de l'Alt Camp.
Al cim s'hi pot trobar un vèrtex geodèsic (referència 270132001).
Aquest cim està inclòs al llistat dels 100 cims de la FEEC.  